# Impasse Berthaud
Impasse Berthaud je slepá ulice v Paříži v historické čtvrti Marais. Nachází se ve 3. obvodu. Ulice nese jméno francouzského básníka Jeana Bertauta (1555–1611).

## Poloha
Ulice má tvar písmene L. Začíná u domu č. 22 v Rue Beaubourg, odkud vede na východ a poté se stočí na sever.

## Historie
Ulice existovala už v roce 1273. V roce 1386 se ulice přejmenovala na Rue des Truyes a v roce 1342 na Rue Agnès aux Truyes. Druhý konec konci slepé ulice se nazýval Impasse de la Rue Geoffroy l'Angevin.
Na konci 18. století vedl průchod do zahrad paláce Saint-Aignan.

## Zajímavé objekty
- dům č. 14: vstup do jardin Anne-Frank
- dům č. 22: Musée de la Poupée